# Alfred Gläßer
Alfred Gläßer (* 23. Juli 1931 in Herrieden) ist ein deutscher katholischer Theologe. Er war Professor für Fundamentaltheologie an der Katholischen Universität Eichstätt.

## Leben
Alfred Gläßer wurde 1957 in Eichstätt zum Priester geweiht. Nach seiner Promotion 1968 bei Heinrich Fries in München war er zunächst drei Jahre wissenschaftlicher Assistent und Lehrbeauftragter für Fundamentaltheologie. Von 1971 bis zu seiner Emeritierung 1999 war er Ordinarius für Fundamentaltheologie an der Katholischen Universität Eichstätt. Als gewähltes Mitglied nahm er an der Würzburger Synode (1971 bis 1975) teil. Von 1985 bis 2002 war er Vorsitzender der Ökumenischen Kommission des Bistums Eichstätt. Seit 1994 ist er Geistlicher Beirat der Kirchenzeitung für das Bistum Eichstätt.